# Józefów (powiat miński)
Józefów – wieś w Polsce położona w województwie mazowieckim, w powiecie mińskim, w gminie Mińsk Mazowiecki. Leży w  południowo-zachodniej części gminy, niedaleko Grębiszewa,
Za Królestwa Polskiego siedziba gminy Barcząca. W latach 1975–1998 miejscowość należała administracyjnie do województwa siedleckiego.
Wierni Kościoła rzymskokatolickiego należą do parafii św. Wawrzyńca w Gliniance.
We wsi znajduje się kaplica rzymskokatolicka Matki Bożej Różańcowej.